# Kroatorpet
Kroatorpet, "torpet vid krogen", är ett bevarat torp i Huskvarna. Det ligger tillsammans med Brånerydsstugan mellan Grännavägen och E4 mot Vättern bredvid Huskvarna stadsmuseum, som är inhyst i Kruthuset.
Kroatorpet är bekant sedan åtminstone 1664 som ett av tre torp i en bysamling, som låg intill Smedstorpsbäckens ravin. År 1951 rullades den då kvarstående av de tre stugorna 300 meter söderut till sin nuvarande plats. Den ägs av Huskvarna hembygdsförening.
Kroatorpet tjänstgjorde fram till 1970 som kaffestuga. År 1970 flyttades Brånerydsstugan till platsen, varefter denna övertog funktionen som kaffestuga, medan Kroatorpet användes som utställningslokal.
Åren 2020–2021 gjordes en tillbyggnad med en avlång inglasad serveringslokal med 130 sittplatser längs slänten mot E4. Denna ritades av Anna Larsson på Tengboms arkitektbyrå i Jönköping.